# مورتن دونز
مورتن دونز هو سائق سباق دنماركي، ولد في 29 ديسمبر 1988 في Struer, Denmark ‏ في الدنمارك.

## وصلات خارجية
- مورتن دونز على موقع DriverDB.com (الإنجليزية)